# Шатијон ла Палид
Шатијон ла Палид (фр. Châtillon-la-Palud) је насељено место у Француској у региону Рона-Алпи, у департману Ен (Рона-Алпи).
По подацима из 2011. године у општини је живело 1583 становника, а густина насељености је износила 112,99 становника/km².

## Демографија
| 1962. | 1968. | 1975. | 1982. | 1990. | 2011. |
| ----- | ----- | ----- | ----- | ----- | ----- |
| 582   | 660   | 574   | 814   | 874   | 1.583 |